# Parachauliodes buchi
Parachauliodes buchi là một loài côn trùng trong họ Corydalidae thuộc bộ Megaloptera. Loài này được Navás miêu tả năm 1924.